# 去卑
去卑，生卒年不詳，大約生於東漢末年，歷經三國時代。為南匈奴右賢王（魏書作左賢王），他是誥升爰之父、潘六奚之兄，也是十六國時期夏國建立者劉勃勃之五世祖。根据《北史·破六韩常传》，去卑是呼厨泉单于的叔叔，羌渠单于的弟弟。

## 生平
去卑在持至尸逐侯单于时任右贤王。195年，漢獻帝自长安东归，遭大司马李傕、车骑将军郭汜追击。196年，去卑率匈奴部众随兴义将军杨奉和故白波帅李乐、韩暹、胡才等協助漢獻帝、董承等人從長安出逃往洛陽，與李傕、郭汜交戰。
216年，呼廚泉入東漢汉献帝朝覲時被授予官職，遭魏王曹操留置在鄴都（今河北临漳县邺镇）。后去卑受命曹操去卑归匈奴，以右賢王之位，监南单于庭，代理南匈奴部眾。251年，曹魏以之前他侍卫献帝东归之功，加封其子显号，使居雁门。

## 家庭

### 哥哥
- 羌渠单于，左部帅刘豹的祖父。

### 弟弟
- 潘六奚，右谷蠡王。

### 子
- 劉猛，繼承右賢王之位，後被晉朝暗殺。
- 誥升爰，在劉猛被殺後，繼任右賢王，成為鐵弗部領袖。其后裔铁弗匈奴之赫连勃勃于晋朝末年建夏国（407—431年）。

### 孫
- 劉副侖，刘猛子，帶領部眾加入鮮卑拓跋部，成為獨孤部始祖。

| 前任： — | 鐵弗部首領 ？ | 繼任： 劉誥升爰 |